# Amazonides laheuderiae
Amazonides laheuderiae là một loài bướm đêm trong họ Noctuidae.